# 大船渡駅
大船渡駅（おおふなとえき）は、岩手県大船渡市大船渡町字茶屋前にある、東日本旅客鉄道（JR東日本）大船渡線BRT（バス高速輸送システム）のバス停留所である。元々は同社の大船渡線の鉄道駅であった。

## 歴史
- 1934年（昭和9年）9月3日：開業[2]。
- 1984年（昭和59年）2月1日：貨物の取り扱いを廃止[2]。
- 1985年（昭和60年）3月14日：荷物扱いを廃止[2]。
- 1987年（昭和62年）4月1日：国鉄分割民営化により、JR東日本の駅となる[2]。
- 1993年（平成5年）3月18日：簡易委託化[新聞 1]。大船渡駅長が廃止され、盛駅長管理となる。
- 2002年（平成14年）：「こぢんまりと佇む港町散策の起点駅」として、東北の駅百選に選定。
- 2011年（平成23年）3月11日：東北地方太平洋沖地震（東日本大震災）による津波で駅舎及び関連施設の大部分を消失[新聞 2]。
- 2013年（平成25年）3月2日：BRTにより仮復旧。当駅 - 盛駅間のバス専用道を整備し、BRT用の駅舎の供用を開始[報道 1]。
- 2014年（平成26年）8月5日：大船渡駅周辺土地区画整理事業に伴い、県道上に駅を移設[報道 2]。
- 2016年（平成28年）3月13日：専用道上に駅を移設[報道 3][新聞 3]。
- 2020年（令和2年）4月1日：気仙沼駅 - 盛駅間の鉄道事業廃止により、鉄道駅としては廃駅となる[報道 4][報道 5]。

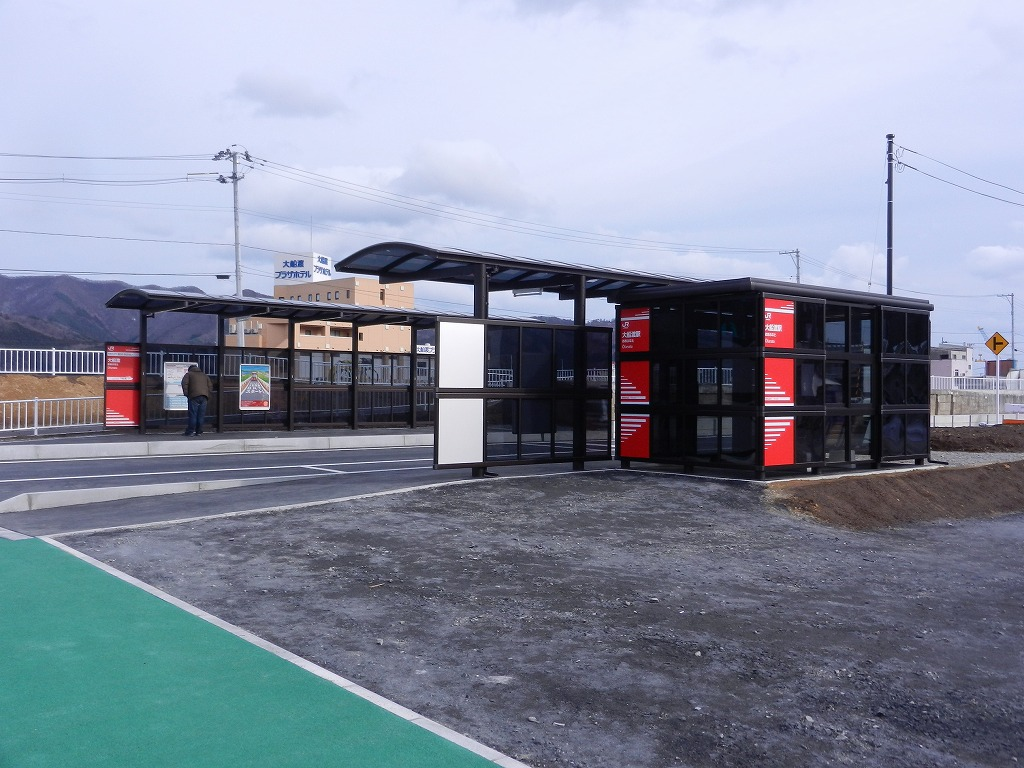
BRT運行開始当初ののりば（2013年3月）
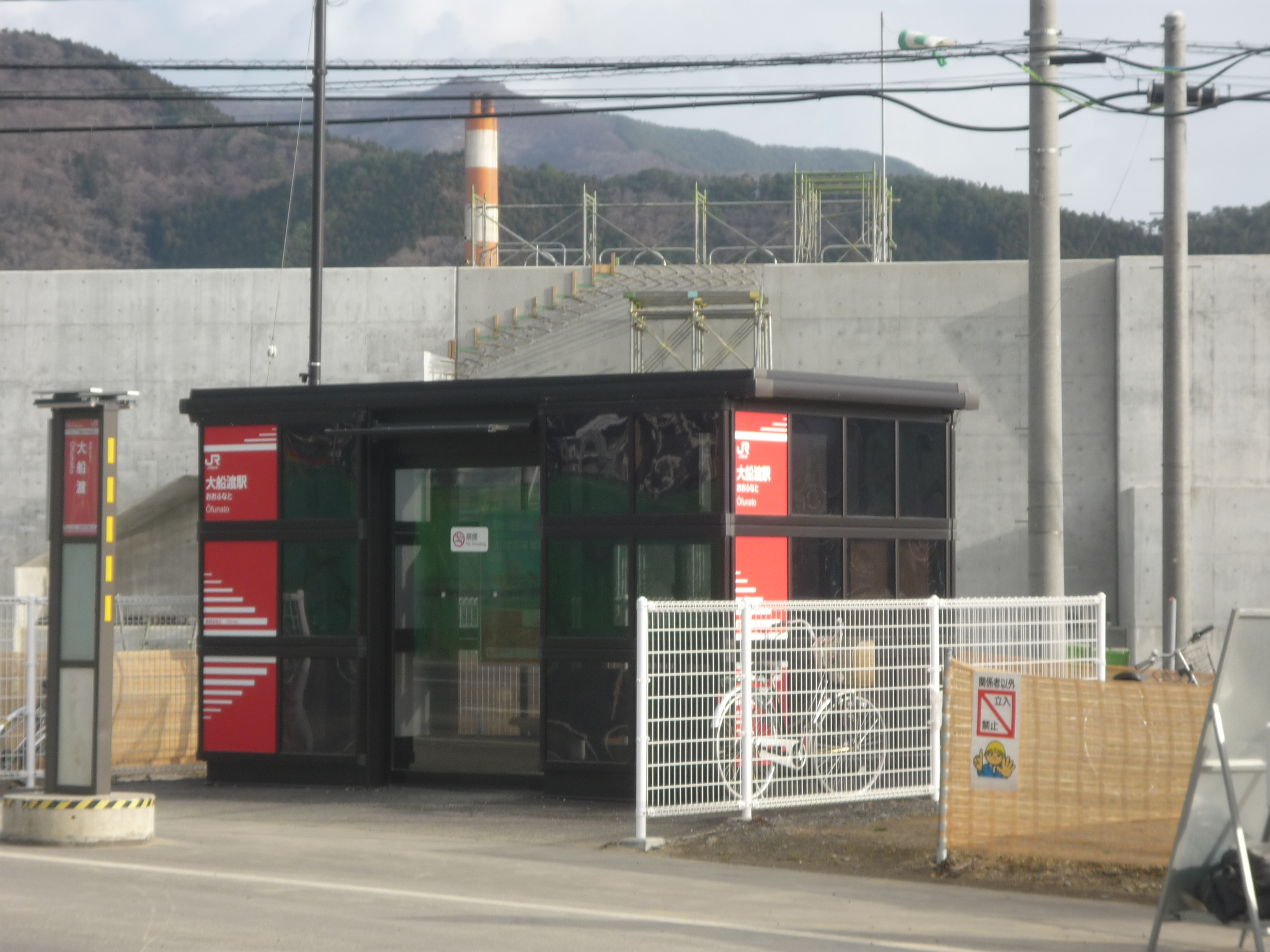
県道上に設置されていた時代ののりば（2015年12月）

## 駅構造
BRT専用道の両側に、上り下りの乗降場が相対して設置され、下り盛方面側に待合室とトイレが設けられている。構内は2車線。
東日本大震災により被災するまでは単式ホーム1面1線を有する地上駅で、出札窓口を備えた駅舎があり、盛駅が管理し大船渡市が受託する簡易委託駅であった。
震災前には駅舎の改築と駅東西間の歩道橋の設置が大船渡市の港湾開発事業として正式決定しており、2階建ての駅舎が新築される予定となっていた。
BRT化後は無人駅となっている。

## 利用状況
JR東日本によると、2023年度（令和5年度）の1日平均乗車人員は66人である。
2000年度（平成12年度）以降の推移は下記のとおりである。
| 1日平均乗車人員推移 | 1日平均乗車人員推移 | 1日平均乗車人員推移 | 1日平均乗車人員推移 |
| 年度                | 鉄道                | BRT                 | 出典                |
| ------------------- | ------------------- | ------------------- | ------------------- |
| 2000年（平成12年）  | 124                 | 未開業              | [ 鉄道 1 ]          |
| 2001年（平成13年）  | 112                 | 未開業              | [ 鉄道 2 ]          |
| 2002年（平成14年）  | 105                 | 未開業              | [ 鉄道 3 ]          |
| 2003年（平成15年）  | 105                 | 未開業              | [ 鉄道 4 ]          |
| 2004年（平成16年）  | 94                  | 未開業              | [ 鉄道 5 ]          |
| 2005年（平成17年）  | 78                  | 未開業              | [ 鉄道 6 ]          |
| 2006年（平成18年）  | 70                  | 未開業              | [ 鉄道 7 ]          |
| 2007年（平成19年）  | 69                  | 未開業              | [ 鉄道 8 ]          |
| 2008年（平成20年）  | 65                  | 未開業              | [ 鉄道 9 ]          |
| 2009年（平成21年）  | 52                  | 未開業              | [ 鉄道 10 ]         |
| 2010年（平成22年）  | 46                  | 未開業              | [ 鉄道 11 ]         |
| 2011年（平成23年）  | 運休                | 未開業              |                     |
| 2012年（平成24年）  | 運休                | 未開業              |                     |
| 2013年（平成25年）  | 運休                | 46                  | [ BRT 2 ]           |
| 2014年（平成26年）  | 運休                | 46                  | [ BRT 3 ]           |
| 2015年（平成27年）  | 運休                | 56                  | [ BRT 4 ]           |
| 2016年（平成28年）  | 運休                | 59                  | [ BRT 5 ]           |
| 2017年（平成29年）  | 運休                | 62                  | [ BRT 6 ]           |
| 2018年（平成30年）  | 運休                | 66                  | [ BRT 7 ]           |
| 2019年（令和元年）  | 運休                | 71                  | [ BRT 8 ]           |
| 2020年（令和02年）  | 廃止                | 46                  | [ BRT 9 ]           |
| 2021年（令和03年）  | 廃止                | 56                  | [ BRT 10 ]          |
| 2022年（令和04年）  | 廃止                | 48                  | [ BRT 11 ]          |
| 2023年（令和05年）  | 廃止                | 66                  | [ BRT 1 ]           |

## 駅周辺
東日本大震災で大きな被害を受けた地域で、2013年（平成25年）8月から2026年（令和8年）3月までの予定で駅周辺の土地区画整理事業が実施されている。南北に延びるBRT専用道を境に、東側は商業地や産業用地、西側は住宅地として利用する計画となっている。
当駅周辺には商業施設が再建され、新しいまちづくりの中心地となっている。飲食店は駅の東側に展開するキャッセン大船渡を中心に立地している。
- 大船渡港
- 岩手県道230号丸森権現堂線
- 国道45号
- 大船渡駅前郵便局
- 岩手銀行大船渡支店
- 北日本銀行大船渡支店
- 東北銀行大船渡支店
- 大船渡労働基準監督署
- 大船渡市立大船渡北小学校
- おおふなぽーと（大船渡市防災観光交流センター）
- かもめテラス

## バス路線
BRTのりばに隣接して交通広場を有し、岩手県交通により運行される以下の路線が発着する。停留所名は「大船渡駅前」。
- 盛岡大船渡線 - 盛岡バスセンター行
- 一関大船渡線 - 立根行 / 一関駅前行
- 丸森立根線 - 立根行 / 大船渡温泉前行
- 碁石線 - 立根行 / 碁石海岸行

## 隣の停留所
東日本旅客鉄道（JR東日本）
■大船渡線BRT
□快速・■普通
大船渡魚市場前駅 - 大船渡駅 - 地ノ森駅

### かつて存在した鉄道路線
東日本旅客鉄道（JR東日本）
■大船渡線
下船渡駅 - 大船渡駅 - 盛駅

### 記事本文

#### 報道発表資料
1. ↑  「大船渡線におけるBRTの運行開始について (PDF)」（プレスリリース）、東日本旅客鉄道盛岡支社、2013年1月31日。2013年7月17日時点のオリジナル (PDF)よりアーカイブ。
2. ↑  「大船渡線BRTのダイヤ改正について (PDF)」（プレスリリース）、東日本旅客鉄道盛岡支社、2014年7月17日。2014年8月10日時点のオリジナル (PDF)よりアーカイブ。2025年7月14日閲覧。
3. ↑  「大船渡線BRTのルート変更のお知らせ (PDF)」（プレスリリース）、東日本旅客鉄道盛岡支社、2016年2月26日。2016年3月25日時点のオリジナル (PDF)よりアーカイブ。2016年3月25日閲覧。
4. ↑  「気仙沼線（柳津～気仙沼間）及び大船渡線（気仙沼～盛間）における鉄道事業の廃止の日の繰上げの届出について (PDF)」（プレスリリース）、東日本旅客鉄道、2020年1月31日。2020年2月6日閲覧。
5. ↑  『鉄道事業の廃止の届出に係る廃止の日の繰上げについて』（PDF）（プレスリリース）国土交通省東北運輸局、2020年1月29日。オリジナルの2020年2月1日時点におけるアーカイブ。2020年2月6日閲覧。

#### 新聞記事
1. ↑  『岩手日報』岩手日報社、1993年3月19日、朝刊、16面。
2. ↑  「東日本大震災：駅の跡形もなく--岩手・大船渡」『毎日新聞』2011年3月13日、東京朝刊、27面。
3. ↑  「JR盛岡支社 大船渡線BRT一部ルート変更」『交通新聞』交通新聞社、2016年3月3日。

### 利用状況

#### 鉄道
1. ↑  「JR東日本：各駅の乗車人員（2000年度）」東日本旅客鉄道。2025年7月14日閲覧。
2. ↑  「JR東日本：各駅の乗車人員（2001年度）」東日本旅客鉄道。2025年7月14日閲覧。
3. ↑  「JR東日本：各駅の乗車人員（2002年度）」東日本旅客鉄道。2025年7月14日閲覧。
4. ↑  「JR東日本：各駅の乗車人員（2003年度）」東日本旅客鉄道。2025年7月14日閲覧。
5. ↑  「JR東日本：各駅の乗車人員（2004年度）」東日本旅客鉄道。2025年7月14日閲覧。
6. ↑  「JR東日本：各駅の乗車人員（2005年度）」東日本旅客鉄道。2025年7月14日閲覧。
7. ↑  「JR東日本：各駅の乗車人員（2006年度）」東日本旅客鉄道。2025年7月14日閲覧。
8. ↑  「JR東日本：各駅の乗車人員（2007年度）」東日本旅客鉄道。2025年7月14日閲覧。
9. ↑  「JR東日本：各駅の乗車人員（2008年度）」東日本旅客鉄道。2025年7月14日閲覧。
10. ↑  「JR東日本：各駅の乗車人員（2009年度）」東日本旅客鉄道。2025年7月14日閲覧。
11. ↑  「JR東日本：各駅の乗車人員（2010年度）」東日本旅客鉄道。2025年7月14日閲覧。

#### BRT
1. 1 2  「BRT駅別乗車人員（2023年度）| 企業サイト：JR東日本」東日本旅客鉄道。2025年7月14日閲覧。
2. ↑  「BRT駅別乗車人員（2013年度）：JR東日本」東日本旅客鉄道。2025年7月14日閲覧。
3. ↑  「BRT駅別乗車人員（2014年度）：JR東日本」東日本旅客鉄道。2025年7月14日閲覧。
4. ↑  「BRT駅別乗車人員（2015年度）：JR東日本」東日本旅客鉄道。2025年7月14日閲覧。
5. ↑  「BRT駅別乗車人員（2016年度）：JR東日本」東日本旅客鉄道。2025年7月14日閲覧。
6. ↑  「BRT駅別乗車人員（2017年度）：JR東日本」東日本旅客鉄道。2025年7月14日閲覧。
7. ↑  「BRT駅別乗車人員（2018年度）：JR東日本」東日本旅客鉄道。2025年7月14日閲覧。
8. ↑  「BRT駅別乗車人員（2019年度）：JR東日本」東日本旅客鉄道。2025年7月14日閲覧。
9. ↑  「BRT駅別乗車人員（2020年度）| 企業サイト：JR東日本」東日本旅客鉄道。2025年7月14日閲覧。
10. ↑  「BRT駅別乗車人員（2021年度）| 企業サイト：JR東日本」東日本旅客鉄道。2025年7月14日閲覧。
11. ↑  「BRT駅別乗車人員（2022年度）| 企業サイト：JR東日本」東日本旅客鉄道。2025年7月14日閲覧。